# Claudio Segovia
Claudio Gastón Segovia (n. Buenos Aires, 31 de agosto de 1933) es un destacado director de music hall argentino, creador del espectáculo Tango Argentino junto a Héctor Orezzoli, que alcanzó fama mundial durante dos décadas y provocó el renacimiento del tango como género y danza global. En una línea de trabajo similar, sobre ritmos musicales y bailes insertos profundamente en la cultura popular, Segovia y Orezzolli crearon Black and Blue, por el que obtuvieron un Premio Tony, Flamenco Puro y Noche Tropical. Segovia también creó y dirigió Brasil Brasileiro y Maipo siempre Maipo.

## Biografía
Claudio Segovia estudió en las escuela nacionales de artes visuales "Manuel Belgrano" y Escuela Nacional de Bellas Artes Prilidiano Pueyrredón de Buenos Aires y en la Escuela Superior de Bellas Artes de la Nación Ernesto de la Cárcova. En 1962 empezó a trabajar como escenógrafo y diseñador de vestuario en diversas obras de teatro.
En 1967 fue el diseñador de vestuario del espectáculo coreográfico-musical La raíz y la tierra, que fuera de Argentina fue llamado Baguala, Canto y Danza Argentino, dirigido por Juan Silbert a cargo de la Difusora Argentina de Espectáculos y Filmes Artísticos (DAEFA), con música de Luis Amaya, escenografìa de Saulo Benavente y la participación de artistas como Mercedes Sosa, Marián Farías Gómez, Chito Zeballos y el ballet de El Chúcaro y Norma Viola. El espectáculo se presentó en el Teatro Odeón de Buenos Aires, y luego en se presentó en dieciséis repúblicas soviéticas, Polonia, Hungría, Alemania, Italia y Portugal.
En 1972 es el escenógrafo de Ivonne, Princesa de Borgoña, de Witold Gombrowicz, presentada en el Teatro General San Martín bajo dirección de Jorge Lavelli. Al año siguiente montó el espectáculo Las mil y una Nachas, con Nacha Guevara, que revolucionó el espectáculo teatral-musical de Buenos Aires. En 1974, nuevamente bajo dirección de Jorge Lavelli, presenta La gaviota de Anton Chejov en Río de Janeiro.
En 1972 conoció a Héctor Orezzoli con quien formaría una inseparable pareja creativa. Segovia lo recuerda así:

Héctor era una persona de una gran sensibilidad artística y muy inteligente, con una rica formación cultural, hablaba cinco idiomas. Los padres no estaban muy de acuerdo de que fuera artista y lo mandaron al Colegio Carlos Pellegrini, cuando egresó comenzó a trabajar conmigo.
Claudio Segovia

En 1975, siempre bajo dirección de Lavelli, Segovia y Orezzoli se encargan de la escenografía y el vestuario de Carnaval de Venecia en el Festival de Aix-en-Provence, radicándose ambos en París. Entre las obras que puso en escena en esos años figuran Dulce pájaro de juventud de Tennessee Williams, presentada en Río de Janeiro, la ópera Peleas y Melisande de Claude Debussy en la Ópera de Madrid y La increíble y triste historia de Eréndira, adaptación del cuento de Gabriel García Márquez, presentado en el TEP de París.

### Flamenco Puro

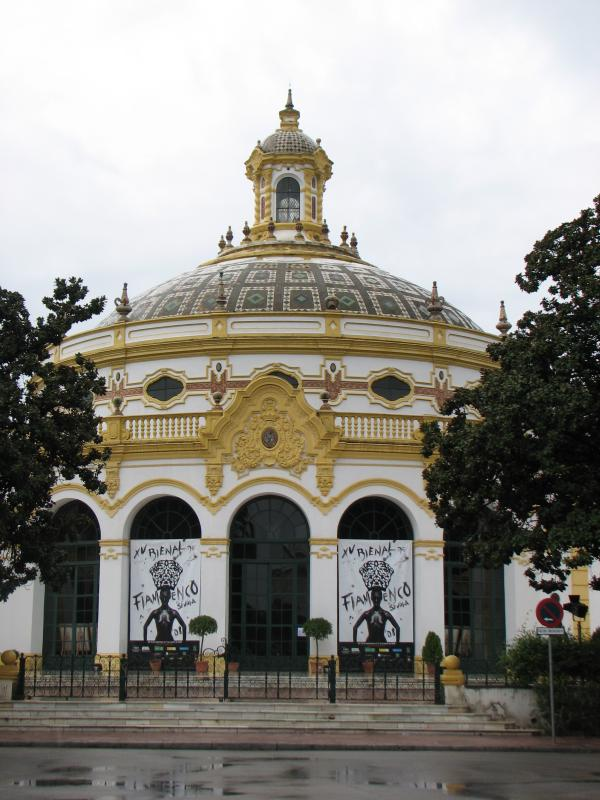
Teatro Lope de Vega de Sevilla, donde Segovia y Orezzoli estrenaron Flamenco Puro en 1980.

En 1980 Segovia y Orezzoli crearon y pusieron en escena en el Teatro Lope de Vega de Sevilla Flamenco Puro, el primero de la serie de espectáculos que los harían famosos basados en las culturas populares "puras", de baile y canto. Años después, Segovia explicaría la naturaleza esencial de sus "culturales populares" como los denominó:

Me intereso sobre todo por las culturas populares que hasta hoy son marginales. La creación popular es una creación colectiva y por lo tanto corre menos riesgos de equivocarse... Intento reflejar en el escenario una vida que existe en la realidad y que al mismo tiempo se conforme como una entidad escénica. Busco la pureza, las raíces, pero con artistas que tengan dominio del escenario, que no se acobarden ante el público, que puedan dar lo máximo de sí. En todos los espectáculos, la mezcla de los diferentes tipos de músicos y de bailarines, de niños con jóvenes y con gente madura, nos dio resultados muy enriquecedores, una vida interior y una intensidad muy grandes en cada uno de ellos.
Claudio Segovia

Para armar la obra y seleccionar el elenco, Segovia y Orezzoli recorrieron Andalucía durante dos años, conectándose con los artistas gitanos. La compañía se formó con 25 artistas gitanos de todas las edades, con la figura estelar de Manuela Vargas, la compañía de las hermanas Fernanda y Bernarda de Utrera, el Farruco, Eduardo Serrano Iglesias (El Güito), la familia Habichuela y Fernando Terremoto.
El espectáculo fue organizado con una estructura circular, que comenzaba con una escena por bulerías, uno de los ritmos flamencos más populares y festivos, y luego abordaba el cante jondo, desde los más antiguos hasta los trágicos (soleares y seguiriyas), para finalizar nuevamente con el clima festivo de las bulerías.

El flamenco es siempre un arte individual: del guitarrista, del cantaor, del bailaor, y en Flamenco Puro había un segmento argumental en el que cada uno podía hacer su número individual. Esta historia tenía una situación dramática básica (una pareja, un amante, una familia) que fue representándose de mil formas diferentes a lo largo del tiempo. El espectáculo en conjunto nunca era igual a sí mismo. El flamenco tiene un vocabulario propio pero también un componente de improvisación muy grande, de acuerdo a cómo sienten los gitanos lo que están haciendo.
Claudio Segovia

Flamenco Puro tuvo un gran éxito en España y fue luego llevado también a París y a Broadway, con buenos resultados.
En 1981 fue escenógrafo en Buenos Aires de la revista de Antonio Gasalla en el Teatro Maipo y en enero de 1982 puso en escena su espectáculo de music hall, La Mariposa, en el Teatro Maipo, con un elenco liderado por Nélida Lobato y Tato Bores. Ese mismo año realiza en el Teatro Colón, junto a Lavelli, la ópera El caso Macropoulos de Leoš Janáček.

### Tango Argentino

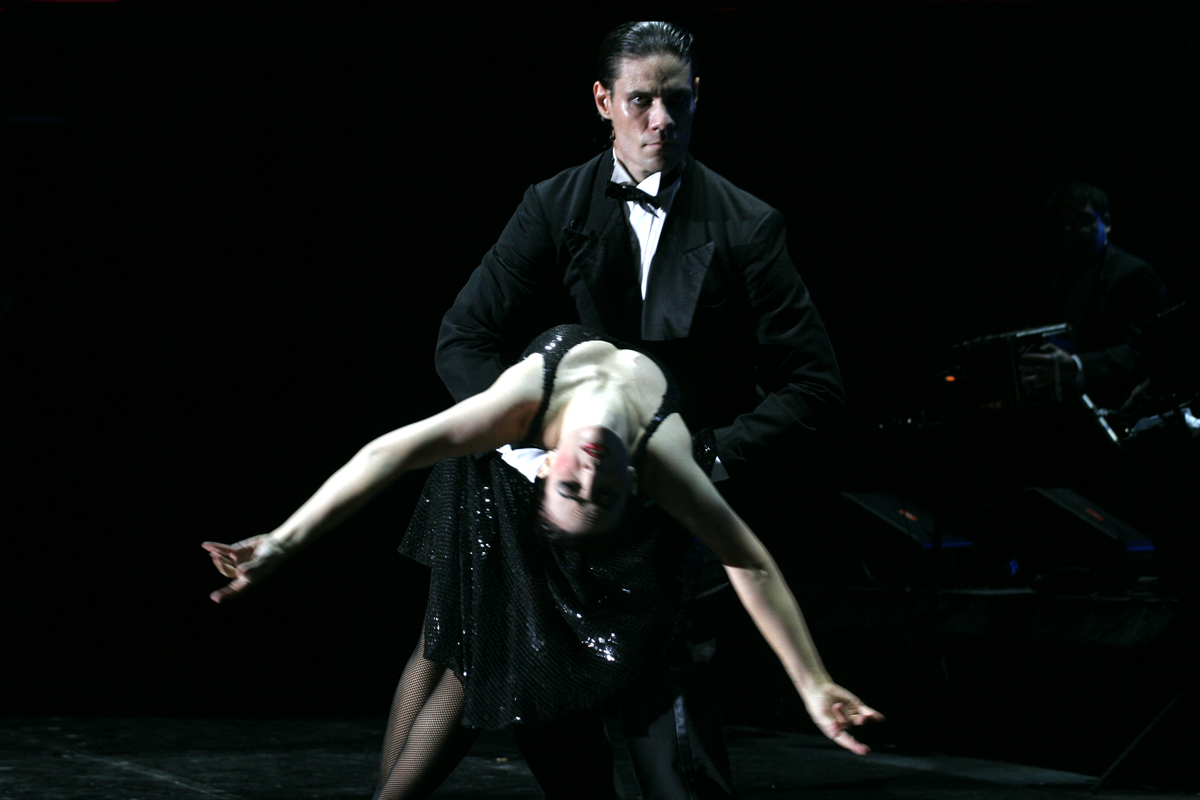
Escena de Tango Argentino en la presentación en Buenos Aires de 2011.

En 1983 crean sobre el mismo modelo Tango Argentino, un exitosísimo espectáculo estrenado en París que causaría el renacimiento del tango en el mundo.
Segovia tenía muy claro que no quería armar un producto comercial de exportación, sino mostrar la elegancia y la belleza de lo popular, del tango tal como lo había visto bailar de niño en las milongas de Buenos Aires, tal como se manifestaba en la vida cotidiana. Creó un término para definir esa cualidad: "chic reo". El propio Segovia define así su concepción artística, que también constituyen el fundamento de sus demás creaciones.

Intento reflejar en el escenario una vida que existe en la realidad y que al mismo tiempo se conforme como una entidad escénica. Busco la pureza, las raíces, pero con artistas que tengan dominio del escenario, que no se acobarden ante el público, que puedan dar lo máximo de sí. En todos los espectáculos, la mezcla de los diferentes tipos de músicos y de bailarines, de niños con jóvenes y con gente madura, nos dio resultados muy enriquecedores, una vida interior y una intensidad muy grandes en cada uno de ellos... Elegí gente que según mi juicio era la más auténtica, la más verdadera, y creo que no me equivoqué. La fama, el cartel o la trayectoria no son interesantes para mí, lo único que me mueve para trabajar con un artista es la admiración que siento por él.
Claudio Segovia

Tango Argentino se mantuvo en escena de manera continuada por más de una década, incluyendo un sonoro éxito en Broadway, en 1985, por el que fueron nominados para los Premios Tony a la mejor dirección. El espectáculo sería presentado luego en decenas de ciudades americanas, europeas y asiáticas, hasta 1992. En 1999/2000 se realizó un "remake" en Broadway, por el que volvió a ser nominado a los Premios Tony, en el rubro mejor remake. En 2006 y en 2011 el espectáculo volvió a ser presentado en Buenos Aires, esta última vez ante 15.000 personas en el Obelisco.
En 1986 la Performing Arts Library del Lincoln Center de Nueva York, filmó Tango Argentino para reservarlo como documento para las generaciones futuras. Lo mismo haría con Flamenco Puro en 1986 y Black and Blue en 1989.
La coreógrafa y crítica de danza Laura Falcoff escribía al cumplirse 20 años del estreño de Tango Argentino:

Hace exactamente veinte años, en el mes de noviembre de 1983, el parisino Teatro de Chatelet asistió al nacimiento de un fenómeno sin precedentes en la cultura y el arte populares... Tango Argentino acabó por ser mucho más que un éxito teatral fuera de lo común: al margen de los propósitos de sus creadores el espectáculo... impulsó el renacimiento del género en su manifestación de baile de pista y en una escala que ha llegado a ser planetaria. Si hoy pueden encontrarse "milongas" en Verona o Alaska, más aún, si en Buenos Aires... el tango abandonó los reductos en los que resistió durante décadas y se volvió un fenómeno casi masivo, el responsable es Tango Argentino.
Laura Falcoff

### Black and Blue

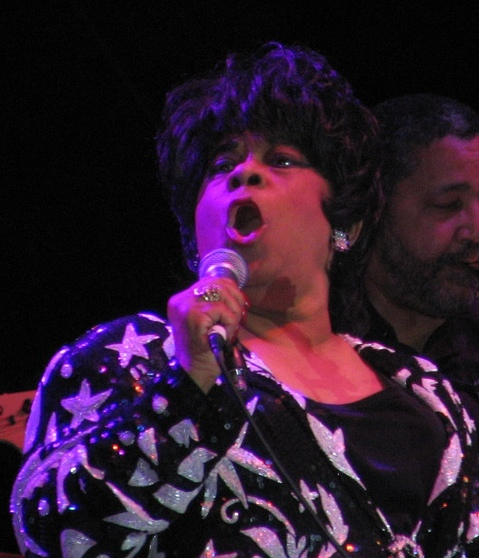
Ruth Brown, estrella del espectáculo Black and Blue.

En 1985 Segovia y Orezzoli crearon Black and Blue, un espectáculo sobre la música afroamericana, rescatando a los músicos y bailarines de la cultura negra de Estados Unidos que actuaban fuera de los circuitos comerciales.
El espectáculo estuvo a punto de no concretarse porque los productores que les sugirieron realizar el music hall, los conectaron con el circuito comercial del jazz, que no era el tipo de cultura popular "pura" con la que Segovia y Orezzoli querían conectarse para realizar la obra. Sin embargo, la última persona que entrevistaron en esa ronda inicial fue Ruth Brown, una excantante de los años '50, que estaba trabajando en el servicio doméstico y que se convertiría en la estrella del show. Segovia relata ese momento en una entrevista:

Regresamos a Nueva York decididos a no hacer el espectáculo. La gente que habíamos visto, la que nos mostraban, era de Broadway o de Las Vegas, personas que no tenían nada que ver con la pureza de un arte; bailaban o cantaban con buena técnica pero no eran puros. Sin embargo, en una última prueba que tomamos, apareció Ruth Brown. Cuando la escuchamos cantar, Héctor y yo nos pusimos de pie, enloquecidos al ver el talento de esta mujer. Teníamos ya una artista, así que decidimos reemprender la búsqueda pero ahora por nuestra cuenta, sin agentes. Frecuentamos todas las cuevas, todos los sótanos, los lugares de práctica del tap-dance en diferentes regiones de Estados Unidos. Encontramos así a la gente que necesitábamos y pudimos formar una orquesta de estrellas y una compañía extraordinaria.
Claudio Segovia

La estructura de Black and Blue es similar a la de Tango Argentino: una secuencia de temas musicales significativos, con músicos, bailarines y cantantes en vivo, divididos en dos grandes actos.
La obra fue estrenada con éxito en París en 1985, permaneciendo en cartel durante 1986. Finalmente en 1989 fue puesta en escena en Broadway, obteniendo un éxito aún mayor que Tango Argentino. Permaneciendo dos años en cartel y ganó cuatro Premios Tony, entre ellos el asignado a Segovia y Orezzoli por el mejor diseño de vestuario. Por su parte, Ruth Brown editó simultáneamente un álbum titulado Blues on Broadway, interpretando los temas que cantaba en el show, ganando ese año el Grammy a la mejor artista femenina de jazz.
Reflexionando sobre el éxito masivo y global que habían obtenido las obras sobre culturas populares diseñadas con Orezzoli, Segovia decía años después:

Nosotros demostramos que puede hacerse arte en un lugar en el que sólo se hace teatro comercial.
Claudio Segovia

### Muerte de Orezzoli yNoche Tropical
Luego del enorme éxito de sus tres "culturales populares" en apenas una década, Segovia y Orezzoli crearon sobre el comienzo de la década del '90 un cuarto show sobre los mismos principios. Se llamó Noche Tropical y el núcleo fue la cultura de la rumba y el son cubano.
El proyecto fue encargado por la empresa japonesa Mitsubishi para celebrar el 30 aniversario de su división electrónica. Para eso se pusieron en contacto con la empresa pública cubana Artex (sucesora de Cubartista) y su encargado de Asia, Jorge Luís Arranz.
A fines de 1991, luego de seleccionar a los artistas, con los mismos criterios de localizar manifestaciones populares "puras" y diseñar el espectáculo, y cuando estaban a punto de estrenar la obra, muere sorpresivamente Héctor Orezzoli, cuando contaba con apenas 38 años. El hecho constituyó un gran golpe espiritual para Segovia.
Noche Tropical se estrenó en Tokio y Kobe en 1992 con un enorme éxito, en los estadios Nippon Budokan y Arena Kobe. El elenco estuvo liderado por el bailarín Luís Tellez, del célebre cabaret Tropicana.
 A pesar de competir ese año con los espectáculos de Michael Jackson (Dangerous) y Madonna, la obra de Segovia y Orezzoli ganó el premio al Mejor Espectáculo Musical del Año entregado por Asociación Japonesa de Escritores de Música.

### De 1992 en adelante
En la década de 1990, a la pérdida afectiva que significó la muerte de Orezzoli, quien además era el que se ocupaba de los aspectos organizativos, se sumó un conflicto con los productores estadounidenses que lo dañaron económicamente y le montaron espectáculos de tango en abierta competencia, incluso con algunas parejas del elenco de Tango Argentino, aprovechando las cláusulas de exclusividad a favor de los productores estadounidenses que se encontraban en el contrato firmado para presentar Tango Argentino en Broadway.
Sin embargo, con el renacimiento del tango en el mundo, Tango Argentino comenzó a tomar la envergadura de una leyenda, y los mismos productores estadounidenses que le habían dado la espalda, le propusieron reponer la obra en Broadway, en coincidencia con las celebraciones del Milenio. El music hall volvió a tener un enorme éxito, aún con un elenco renovado, y volvió a ser nominado para varios Premios Tony. Meses antes, había realizado su segunda presentación en Buenos Aires, a la que seguiría una tercera en 2006.

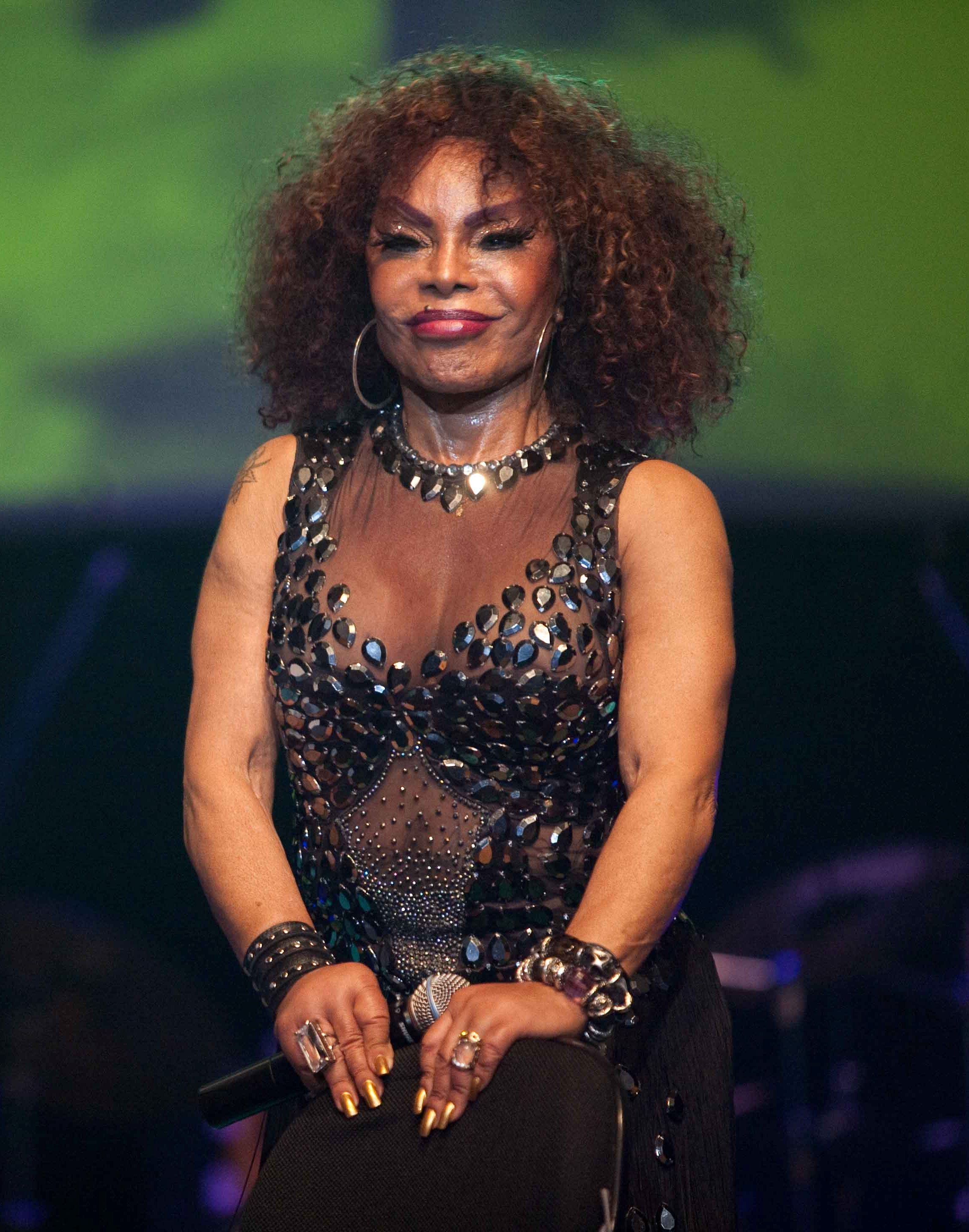
Elza Soares encabezó el elenco que presentó Brasil Brasileiro en 2006.

En 2005 Segovia creó su quinto "cultural popular", Brasil Brasileiro, presentándolo en varias ciudades del mundo, con los mismos criterios de rescate de una cultura popular, a través de sus manifestaciones musicales y coreográficas cotidianas. La obra recorre la evolución del samba desde sus orígenes en África y los rituales de seducción, hasta la sofisticación moderna, abordando diversas expresiones coreográficas como la capoeira, el maxixe, el choro, la lambada, el carnaval de rua. El elenco estuvo encabezado por la figurade Elza Soares, una cantante muy popular que, coincidiendo con las búsquedas de Segovia, había pasado por una vida muy dura y llena de privaciones.
La crítica de The Guardian sobre la presentación en Londres, terminaba con la siguiente frase:

El encanto colectivo del elenco hace de Brasil Brasileiro un show genuinamente infeccioso. Al final la audiencia está de pie, bailando, como si Sadler's Wells (el teatro) fuera el carnaval de Río.

Está anunciada la reposición de Brasil Brasileiro en Londres para 2014, simultáneamente con la celebración de la Copa Mundial de Fútbol 2014 que se llevará a cabo en Brasil.

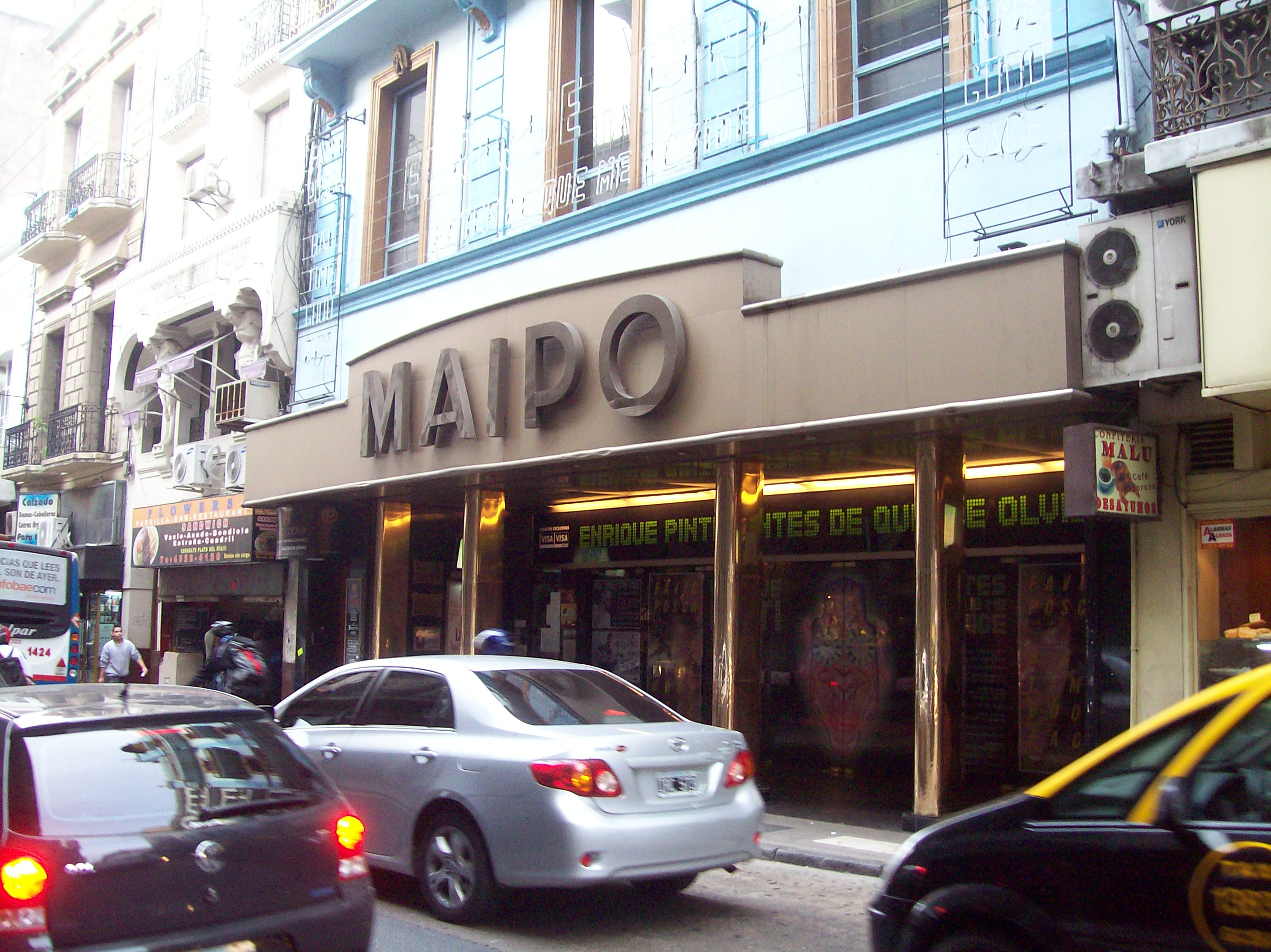
El Teatro Maipo. Para su centenario en 2008, Segovia diseñó y dirigió el espectáculo Maipo siempre Maipo.

En 2008 Segovia fue contratado para realizar la revista de celebración del centenario del Teatro Maipo, que se llamó Maipo siempre Maipo. Las características del género le permitieron a Segovia profundizar su concepción artística sobre la construcción de espectáculos masivos y de éxito comercial, pero sobre manifestaciones sólidamente arraigadas en la cultura popular, como en este caso la revista, la tradición del circo y un teatro centenario. Con un elenco liderado por Antonio Gasalla la obra tuvo un éxito resonante. La siguiente es parte de la crítica del conocido periodista Horacio de Dios:

Fui a ver a Antonio Gasalla al Teatro Maipo de Buenos Aires y lo encontré excelente tanto en la frescura de sus comentarios de actualidad como en su crónica de costumbres con su personajes Soledad Solari y Mama Cora. Pero la mayor sorpresa fue la revista en su totalidad creada por Claudio Segovia que es la mejor que he visto en el Maipo y la aplaudí tanto como en mis tiempos de claque en el paraíso con Eugenio hace una punta de años. Recuerdo cuadros estupendos que podrían haber integrado esta versión de una nueva revista porteña, con un parentesco directo con los mejores espectáculos de New York o París y con una coreografía y vestuario excepcional como en sus creaciones Tango Argentino y Black and Blue que pude ver en Estados Unidos. Así da gusto que un teatro cumpla 100 años
Horacio de Dios

En tres meses asistieron a verla 50.000 personas, pero fue levantada sorpresivamente debido a un conflicto entre Gasalla y el Maipo. Ese mismo año Segovia recibió el Premio ACE, considerándolo el mejor espectáculo del año.
En 2011 la Cámara de Diputados de la Nación Argentina lo homenajeó con un reconocimiento a su trayectoria "por su aporte a la difusión y permanencia del tango".

## Obra
- 1980: Flamenco
- 1983: Tango Argentino
- 1985: Black and Blue
- 1991: Noche Tropical
- 2006: Brasil Brasileiro
- 2008: Maipo siempre Maipo

## Premios
- 1971. Premio "Pio Collivadino" del Fondo Nacional de las Artes
- 1972. Primer Premio Academia Nacional de Bellas Artes.
- 1973. Premio Molière.
- 1986. Premios Tony. Nominado por mejor dirección por Tango Argentino.
- 1986. Drama Desk Awards. Nominado por experiencia teatral única.
- 1986. Ganó el Premio Fred and Adele Astaire
- 1985. Premio Especial de la Council of Fashion Designers of América (CDFA), por la influencia de Tango Argentino en la moda.[26]
- 1986. Premio Prensa Extranjera de Nueva York
- 1986. Ganó el Premio SADAIC
- 1989. Ganó el Premio Tony por mejor vestuario en Black and Blue, resultando nominado también por mejor dirección y mejor escenografía.
- 1992. Ganó el Olivier Award de Londres, habiendo sido nominado otras cuatro veces.
- 1992. Premio al Mejor Espectáculo del Año en Tokio por Noche tropical, otorgado por la Asociación Japonesa de Escritores de Música.
- 1992. Ganó el Premios Konex por escenografía.
- 2008. Ganó el Premio ACE por su espectáculo Maipo siempre Maipo
- 2011. Homenaje y reconocimiento de la Cámara de Diputados de la Nación Argentina.

A esos premios se agrega un segundo premio en la Bienal de Sao Paulo.